# Chrome Dreams
Chrome Dreams è il 44° album in studio del cantautore canadese-statunitense Neil Young, pubblicato nel 2023 ma registrato negli anni '70.

## Tracce
1. Pocahontas – 3:23
2. Will to Love – 7:11
3. Star of Bethlehem – 2:43
4. Like a Hurricane – 8:21
5. Too Far Gone – 2:44
6. Hold Back the Tears – 5:15
7. Homegrown – 2:23
8. Captain Kennedy – 2:54
9. Stringman – 3:32
10. Sedan Delivery – 5:21
11. Powderfinger – 3:23
12. Look Out for My Love – 4:01

## Formazione
- Neil Young – chitarra, voce, organo (2), piano (2, 9), vibrafono (2), batteria (2), armonica (3), tastiera (6), percussioni (6)
- Ben Keith – dobro (3), voce (3)
- Tim Drummond – basso (3)
- Karl T. Himmel – batteria (3)
- Emmylou Harris – voce (3)
- Frank “Poncho” Sampedro – archi (4), voce (4, 7), mandolino (5), chitarra (7, 10, 12)
- Billy Talbot – basso (4, 7, 10, 12), voce (10, 12)
- Ralph Molina – batteria (4, 7, 10, 12), voce (4, 7, 10, 12)